# Kuchařovice

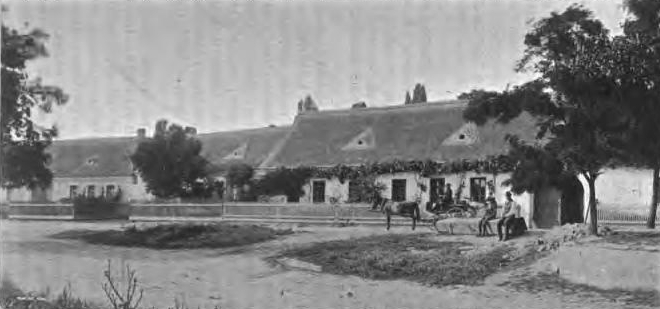
Bauernhof in Kuchařovice (Aufnahme von 1904)

Kuchařovice (deutsch Kukrowitz) ist eine Gemeinde in Tschechien. Sie liegt drei Kilometer nordöstlich des Stadtzentrums von Znojmo an dessen Stadtgrenze und gehört zum Okres Znojmo.

## Geographie
Kuchařovice erstreckt sich linksseitig des Dobšický potok (Kukrowitzer Bach) in der Thaya-Schwarza-Talsenke. Nördlich erhebt sich das Únanovské návrší (325 m n.m.), im Nordosten der Deblínek (356 m n.m.), östlich der Kozí vrch (Gaisberg), im Westen die Kraví hora (Kühberg) sowie nordwestlich das Znojemské návrší (Znaimer Anhöhe, 379 m n.m.). Durch das Dorf führt die Staatsstraße II/408 zwischen Přímětice und Suchohrdly.
Nachbarorte sind Únanov, Plaveč und Výrovice im Norden, Tvořihráz, Kyjovice und Těšetice im Nordosten, Bantice, Práče, Lechovice und Purkrábka im Osten, Suchohrdly im Südosten, Dobšice im Süden, Znojmo im Südwesten sowie Přímětice im Nordwesten.

## Geschichte
Archäologische Funde belegen eine frühzeitliche Besiedlung der Gegend, dazu gehören altsteinzeitliche Feuersteinwerkzeuge sowie Gefäßreste der linearbandkeramischen Kultur und der mährischen Bemaltkeramikkultur aus der Jungsteinzeit. Zu Zeiten der Urnenfelderkultur bestanden in der Zeit zwischen 1000 und 800 v. Chr. nordöstlich von Kuchařovice auf den Hügeln Deblínek und Starý zámek über dem Únanovka-Tal Burgstätten.
Die erste urkundliche Erwähnung von Cvlcharuitz erfolgte 1220, als der Znaimer Burggraf Jimram von Boskowitz dem Kloster Brück für die neu gegründete Kirche der hl. Margarethe in Přímětice je eine Hube Land in Přímětice und Kuchařovice sowie den Wald bei Hluboké Mašůvky schenkte. Ein Teil des Dorfes unterstand bis 1293 dem Domkapitel Altbunzlau. Im Jahre 1405 ist in Kuchařovice ein Vladikengut nachweislich.
Aus dem Hufenregister (Lánský rejstřík) geht hervor, dass Kuchařovice in der zweiten Hälfte des 17. Jahrhunderts zersplittert war. Neben den Anteilen der Stadt Znaim und des Klosters Bruck bestanden noch mehrere Freigüter. 1776 gehörten zum Znaimer Anteil auch ein Wirtshaus und ein Fischteich. Der Meierhof wurde 1779 aufgelöst. Im Zuge der Aufhebung des Klosters Bruck erwarb die Stadt Znaim 1784 dessen Anteil an Kuchařovice und schlug ihn dem Untergut zu, das zusammen mit dem Obergut Schidrowitz Teil der Znaimer städtischen Landgüter war. Während der Schlacht bei Znaim wurde Kuchařovice am 10. Juli 1809 gänzlich niedergebrannt. Am 18. Juli 1824 brach in Kuchařovice ein Großfeuer aus, das das ganze Dorf in Schutt und Asche legte.
Im Jahre 1834 bestand Kukrowitz bzw. Kuchařowice aus 101 Häusern mit 586 überwiegend tschechischsprachigen Einwohnern. Im Ort gab es eine Schule. Pfarrort war Brenditz. Bis zur Mitte des 19. Jahrhunderts blieb Kukrowitz dem Untergut der Znaimer städtischen Landgüter untertänig. Amtsort war die Stadt Znaim.
Nach der Aufhebung der Patrimonialherrschaften bildete Kuchařovice / Kukrowitz ab 1849 eine Gemeinde im Gerichtsbezirk Znaim. 1868 wurde das Dorf Teil des Bezirkes Znaim. Die Bewohner lebten von der Landwirtschaft, insbesondere dem Gemüse- und Weinbau. Nach dem Münchner Abkommen verblieb das Dorf 1938 als Grenzort zum deutschen Landkreis Znaim bei der Tschechoslowakei und wurde dem Okres Moravské Budějovice zugeordnet. Nach dem Ende des Zweiten Weltkrieges wurde die Gemeinde wieder Teil des Okres Znojmo. 1952 entstand nordöstlich des Dorfes eine meteorologische Station. Zwischen 1980 und 1990 war Kuchařovice nach Znojmo eingemeindet.

## Sehenswürdigkeiten
- Kirche des hl. Florian, erbaut 1932
- Dreifaltigkeitssäule
- Statue des hl. Johannes von Nepomuk
- Jüdischer Friedhof, westlich des Dorfes auf der Kraví hora